# Andreas Hinkel
Andreas Hinkel (Backnang, Alemania, 26 de marzo de 1982) es un exfutbolista alemán que jugaba como defensa. Su último club fue el S.C. Friburgo.

## Trayectoria
Debutó en el VfB Stuttgart en 2001. El 23 de junio de 2006 emigró al Sevilla Fútbol Club, tras firmar un contrato de cuatro años. El equipo sevillano pagó alrededor de cuatro millones de euros por el traspaso.

## Selección nacional
Ha sido internacional con la selección de fútbol de Alemania. Su debut se produjo en 2003 contra Serbia y Montenegro, pero no ha marcado ningún gol. No formó parte de la selección de Alemania en el Mundial de 2006.

### Participaciones en Copas del Mundo
| Mundial                               | Sede          | Resultado    |
| ------------------------------------- | ------------- | ------------ |
| Copa Mundial de Fútbol Sub-17 de 1999 | Nueva Zelanda | Primera fase |
| Copa Mundial de Fútbol Sub-20 de 2001 | Argentina     | 8° de final  |

### Participaciones Internacionales
| Torneo                    | Sede     | Resultado    |
| ------------------------- | -------- | ------------ |
| Eurocopa 2004             | Portugal | Primera fase |
| Copa Confederaciones 2005 | Alemania | Tercer lugar |

## Clubes
| Club                 | País     | Año       |
| -------------------- | -------- | --------- |
| VfB Stuttgart        | Alemania | 2000-2006 |
| Sevilla FC           | España   | 2006-2008 |
| Celtic Football Club | Escocia  | 2008-2011 |
| S.C. Friburgo        | Alemania | 2011-2012 |

## Palmarés

### Campeonatos nacionales
| Título          | Club       | País    | Año  |
| --------------- | ---------- | ------- | ---- |
| Copa del Rey    | Sevilla FC | España  | 2007 |
| Supercopa       | Sevilla FC | España  | 2007 |
| Premier League  | Celtic FC  | Escocia | 2008 |
| Copa de la Liga | Celtic FC  | Escocia | 2009 |
| Copa            | Celtic FC  | Escocia | 2011 |

### Copas internacionales
| Título              | Club       | País   | Año  |
| ------------------- | ---------- | ------ | ---- |
| Supercopa de Europa | Sevilla FC | España | 2006 |
| Copa de la UEFA     | Sevilla FC | España | 2007 |